# David Devriès
David Devriès   (Banhèras de Luishon, 14 de febrer de 1882 - Neuilly-sur-Seine, 17 de juliol de 1936) va ser un tenor líric d'òpera francès conegut pel seu to lleuger i fort, i polit en la redacció. David representa l'estil lleuger de cant d'òpera francesa que va ser molt popular al segle xix.
Va néixer en la família dels Devriès cantants professionals que incloïa la seva avia, la soprano Rosa de Vries-van Os (1828-1889) i l'oncle Hermann (1858-1949) i el seu pare Marcel (1854-1919) i dues tietes més, també sopranos Jeanne (1850-1924) i Fidès (1852-1941), ensems David era pare de Ivan.
Va estudiar al Conservatori de París i va debutar en el paper de Gerald en Lakmé de Leo Delibes a l'Opéra-Comique, on ell actuà regularment al llarg de la seva carrera. El seu repertori inclou Almaviva, Don José, Toinet a Le chemineau de Xavier Leroux, Clément a La Basoche d'André Messager, Armand en la de Massenet, Thérèse, Alfredo, Jean de Sapho, Mârouf, savetier du Caire d'Henri Rabaud, Vincent en Mireille de Gounod, Wilhelm en Mignon d'Ambroise Thomas, Pedro de Laparra L'Havanera, Des Grieux, Werther, Julien, Pinkerton i Cavaradossi, així com papers principals en moltes obres oblidades. Va crear papers en les òperes Afrodita (Philodème), Les Armaillis (Hansli), Circé (Helpénor), Le roi aveugle (Ymer) i La Victoire, a l'Opéra-Comique.
Entre 1909 i 1910, Devriès va participar en l'última temporada de la Manhattan Opera Company d'Oscar Hammerstein I, cantant una sèrie d'òperes franceses, incloent Pelléas et Mélisande, que també va actuar el 1910 al Covent Garden. Va crear el paper de Paco a La vida breve de Manuel de Falla. També va ser un cantant molt actiu en l'oratori, en obres que van des de la Passió segons Sant Mateu de J. S. Bach fins a La maledicció de Faust de Berlioz.
Als Concerts del Conservatori de París Devriès va cantar a la Missa en si menor de J. S. Bach (1908, 1926 i 1931), a la Passió segons Sant Joan de J. S. Bach (1914), a la Simfonia Coral de Beethoven (1926, i al concert del centenari de Beethoven el 1927) i a la segona part de L'enfance du Christ de Berlioz (1931).
El seu fill Ivan (nascut Daniel) Devriès (1909-1997), besnet de Théophile Gautier i Ernesta Grisi, va ser compositor i músic.